# Herbatka bostońska

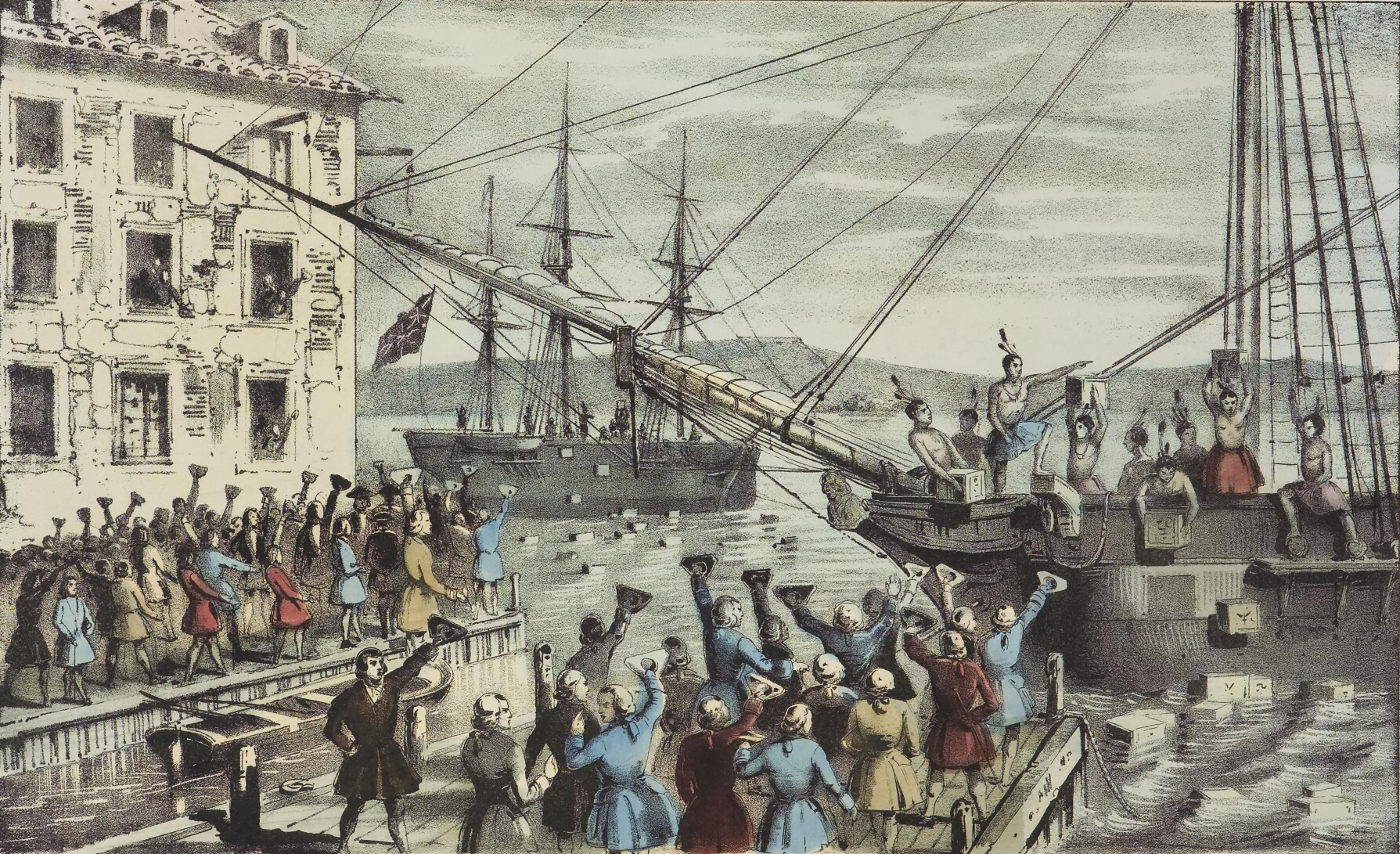
Przebrani za Indian koloniści zrzucają skrzynie z herbatą do morza – litografia z 1846 roku

Herbatka bostońska (ang. The Boston Tea Party) – protest polityczny mieszkańców Bostonu, w ówczesnej Kolonii Zatoki Massachusetts, przeciwko polityce fiskalnej metropolii. Jeden z wczesnych epizodów rewolucji amerykańskiej.

## Tło wydarzeń
W XVIII wieku Boston był jednym z ważniejszych centrów handlowych obu kontynentów amerykańskich. Miasto miało bardzo mocne więzi gospodarcze z Koroną Brytyjską.
W 1773 w związku z nadmierną podażą herbaty, jej ceny na rynkach światowych znacznie spadły. Kompania Wschodnioindyjska, posiadająca jej wielkie zapasy, otrzymała od rządu brytyjskiego, zgodnie z uchwaloną „ustawą o herbacie” (The Tea Act), prawo jej sprzedaży w amerykańskich koloniach z pominięciem zwyczajowych ceł i podatków. Uderzyło to w amerykańskich importerów tego produktu. Protekcyjna polityka brytyjska, polegająca m.in. na opodatkowaniu kolonii – 
a więc Amerykanie z Bostonu również mieli wtedy zapłacić cło – bez dopuszczenia ich reprezentacji do parlamentu brytyjskiego, wywołała wielkie niezadowolenie wśród amerykańskich Brytyjczyków, które doprowadziło do bojkotu herbaty i niedopuszczania statków Kompanii do amerykańskich portów. W Bostonie jednak ruch tranzytowy odbywał się pod opieką gubernatora Nowej Anglii, który miał do dyspozycji garnizon wojskowy i flotyllę wojenną. W związku z tym port bostoński używany był do wwożenia herbaty z Anglii do Ameryki.

## Przebieg wydarzeń

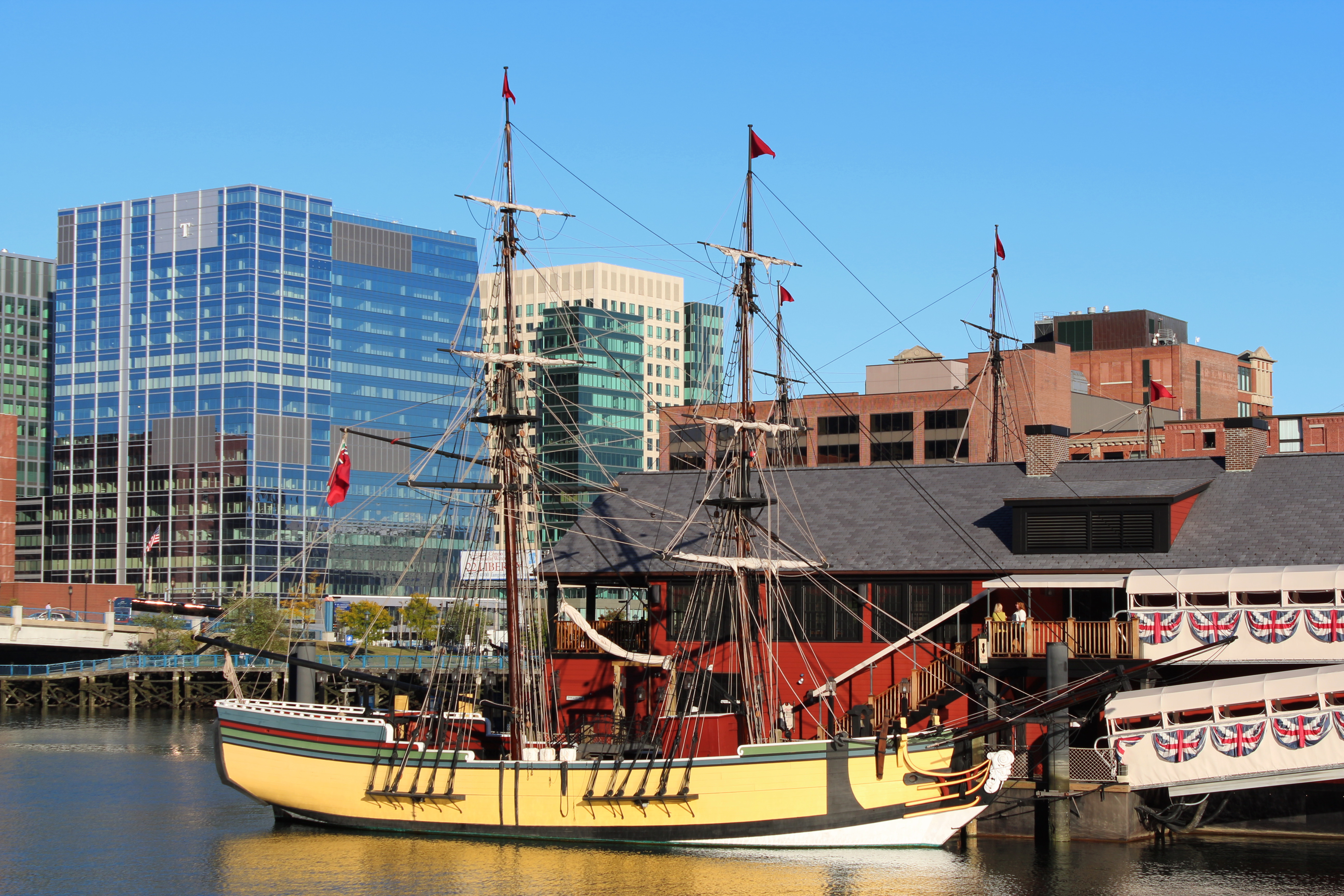
Zakotwiczona w historycznym porcie w Bostonie współczesna replika jednego ze statków, na których doszło do opisywanych wydarzeń

16 grudnia 1773 w porcie w Bostonie, przy nabrzeżu Griffina, znajdowały się trzy statki: „Dartmouth”, „Eleanor” i „Beaver”, należące do Kompanii Wschodnioindyjskiej. W ich ładowniach znajdował się m.in. ładunek spleśniałej herbaty chińskiej. W nocy poprzedzającej dzień, kiedy herbata miała być rozładowana, od 30 do 130 mężczyzn, członków konspiracyjnej organizacji Synowie Wolności, przewodzonej przez Samuela Adamsa, niektórzy w przebraniach Indian Mohawk, wdarło się na statki i zniszczyło cały ładunek herbaty, wyrzucając go do wody. Cała akcja została błyskawicznie przeprowadzona i odbyła się bez użycia przemocy. Konspiratorzy wymogli na kapitanach statków podpisanie oświadczeń, że żaden inny ładunek poza herbatą nie został naruszony.

## Skutki wydarzeń
Bezpośrednią reakcją brytyjską było zamknięcie portu w Bostonie, co wpłynęło negatywnie na handel w regionie. W dalszej perspektywie akcja doprowadziła do znacznej radykalizacji nastrojów i wywołała dalsze wydarzenia prowadzące do rewolucji amerykańskiej.

## Reakcje

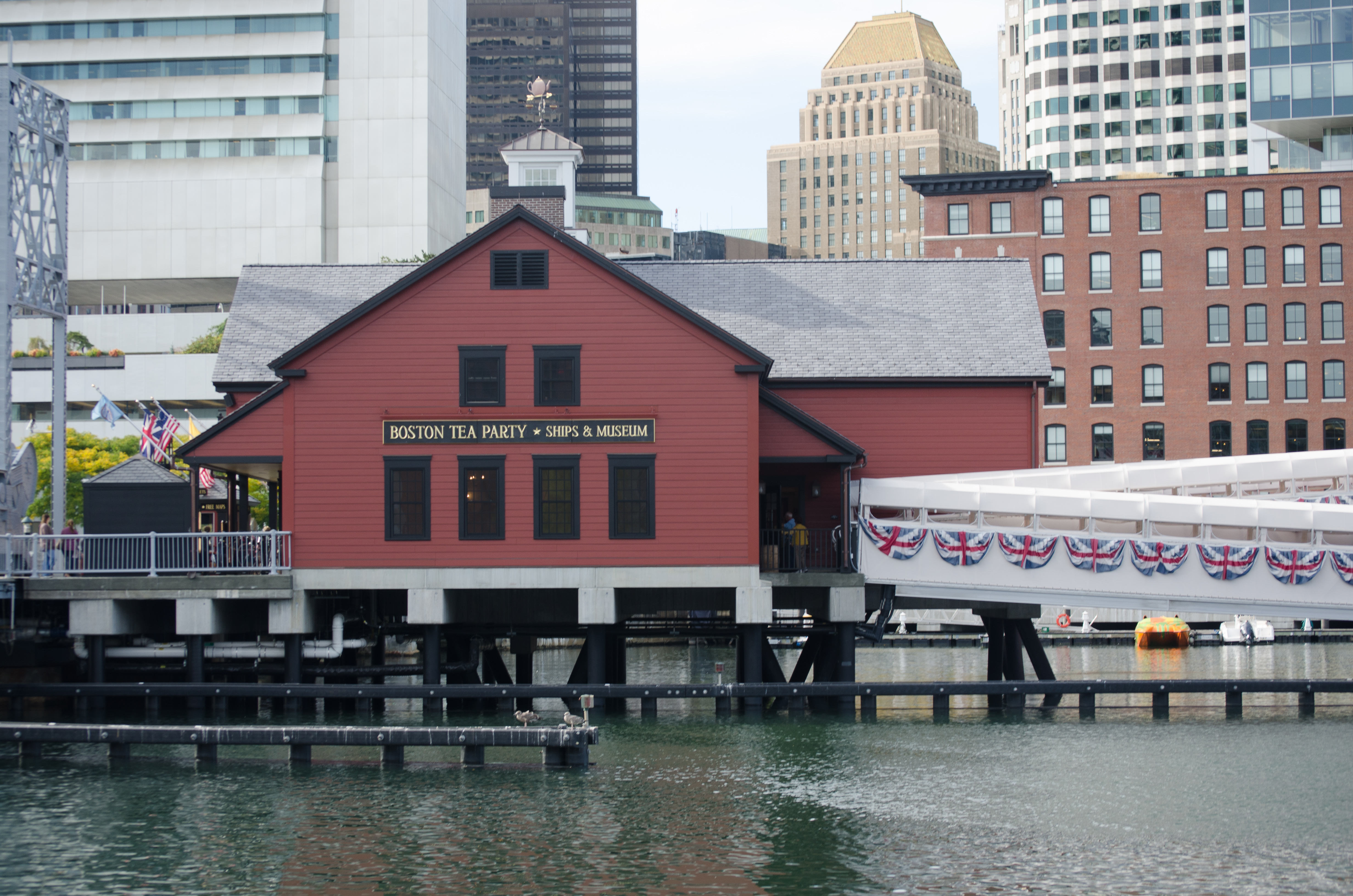
Boston Tea Party Ships & Museum

Akcja radykalnych patriotów spotkała się z mieszanym przyjęciem wśród mieszkańców kolonii. Benjamin Franklin potępił akcję i zaoferował Kompanii rekompensatę za doznane szkody z własnych środków. Również Jerzy Waszyngton odniósł się do akcji krytycznie uznając ją za akt wandalizmu i zniszczenia własności prywatnej. Osoby zaangażowane w akcję, z powodu obaw o różne konsekwencje, ukrywały swoją tożsamość do końca życia. Wyjątkiem był związany z akcją John Hancock, który był jednym z sygnatariuszy Deklaracji Niepodległości.